# Chris Carson
Christopher Dewayne Carson (Biloxi, 16 settembre 1994) è un ex giocatore di football americano statunitense che ha militato nel ruolo di running back per tutta la carriera con i Seattle Seahawks della National Football League (NFL).

## Carriera professionistica

### Seattle Seahawks

#### Stagione 2017
Carson al college giocò a football all'Università statale dell'Oklahoma. Fu scelto nel corso del settimo giro (249º assoluto) del Draft NFL 2017 dai Seattle Seahawks. Debuttò come professionista partendo come titolare nella gara del primo turno contro i Green Bay Packers risultando il miglior corridore della sua squadra con 39 yard guadagnate su 6 tentativi. Il primo touchdown in carriera Carson lo segnò nel terzo turno contro i Tennessee Titans su passaggio da 10 yard del quarterback Russell Wilson. Divenuto il primo running back nelle gerarchie della squadra superando il veterano Eddie Lacy, la settimana successiva Carson subì un grave infortunio contro gli Indianapolis Colts, venendo costretto a perdere il resto dell'annata.

#### Stagione 2018

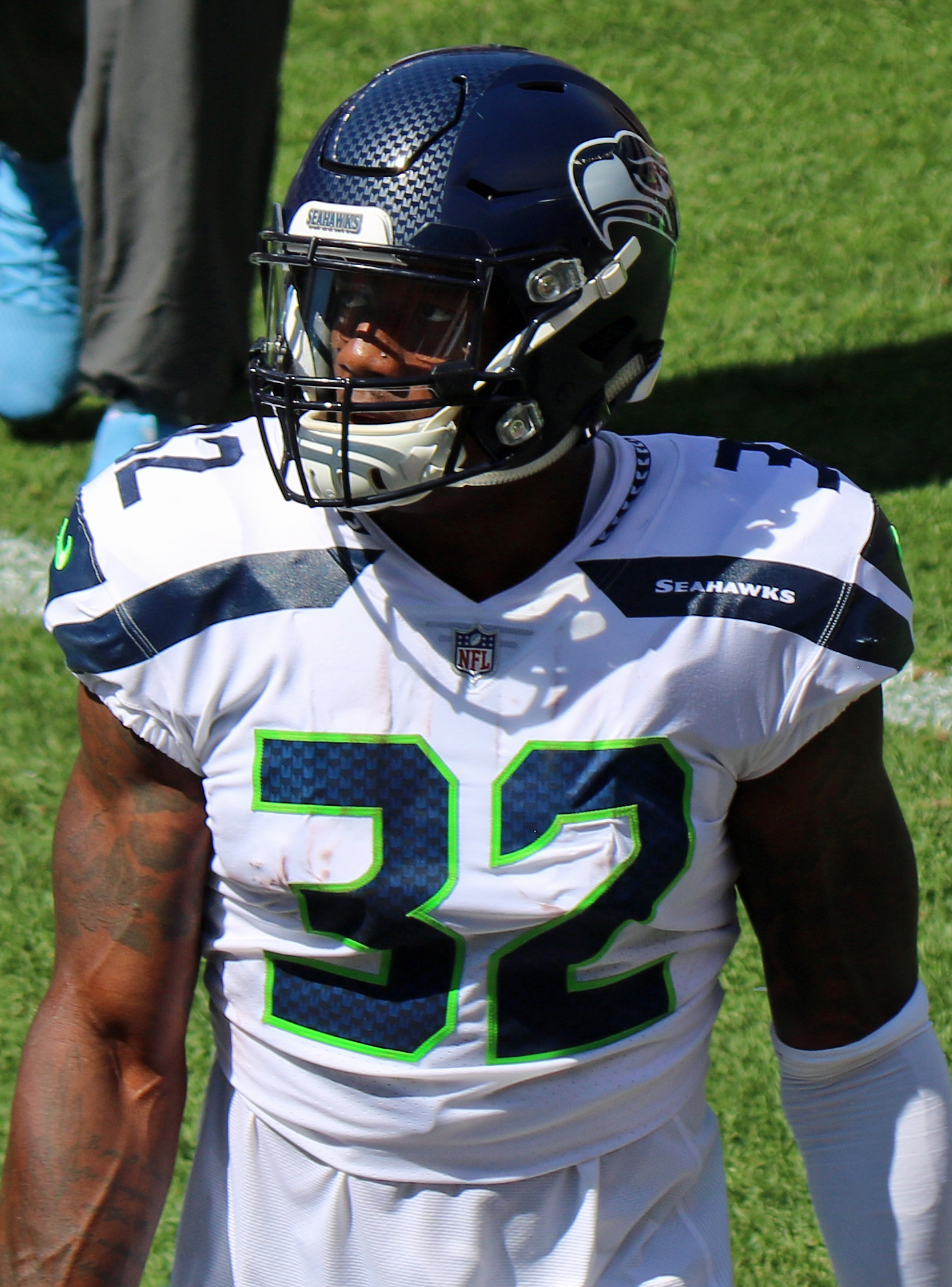
Carson nel 2018

Nella stagione 2018 Carson si impose come il titolare di Seattle malgrado la squadra avesse scelto nel primo giro del draft il running back Rashaad Penny. Nel terzo turno divenne il primo giocatore dei Seahawks da Thomas Rawls nel 2016 a superare le cento yard corse e segnò il suo primo touchdown su corsa nella vittoria interna sui Dallas Cowboys. Un infortunio lo costrinse a saltare la gara del decimo turno ma tornò regolarmente in campo quattro giorni dopo nell'anticipo contro i Green Bay Packers segnando il terzo TD stagionale nella vittoria per 27-24. Nel penultimo turno divenne il primo giocatore dei Seahawks a superare le 1.000 yard corse da Marshawn Lynch nel 2014, oltre a segnare 2 touchdown che consentirono a Seattle di battere i Kansas City Chiefs e qualificarsi per i playoff dopo l'assenza dell'anno precedente. Alla fine di dicembre fu premiato come giocatore offensivo del mese della NFC in cui mantenne una media di 103,2 yard a partita e 5,01 yard a possesso. Carson chiuse la sua prima stagione completa al quinto posto della NFL con 1.151 yard corse, pur avendo saltato due partite, e 9 touchdown.

#### Stagione 2019
Nel primo turno della stagione 2019 Carson segnò due touchdown, uno su corsa e uno su ricezione, nella vittoria interna sui Cincinnati Bengals. Ebbe però un inizio di stagione difficoltoso perdendo un fumble in ognuna delle prime tre partite, prima di rifarsi nel quarto turno quando corse 104 yard nella vittoria esterna sui Cardinals. Quattro giorni dopo ne corse altre 118 nella vittoria sui Rams rivali di division. Nel sesto turno segnò il touchdown della vittoria in trasferta contro i Cleveland Browns chiudendo con 124 yard corse. Nella settimana 15 Carson corse un nuovo primato personale di 133 yard nella vittoria esterna sui Panthers e segnò due touchdown, qualificando Seattle ai playoff. Divenne così il primo giocatore dei Seahawks da Marshawn Lynch nel 2014 a disputare due stagioni consecutive con 1.000 yard corse. La settimana seguente si fratturò una costola, venendo costretto a terminare la sua stagione che si chiuse al quinto posto della NFL con 1.230 yard corse, con 7 touchdown su corsa e 2 su ricezione.

#### Stagione 2020
Carson aprì la sua stagione con due touchdown su ricezione nella vittoria per 38-25 in casa degli Atlanta Falcons. Nel quarto turno segnò i primi due touchdown su corsa nella vittoria sui Miami Dolphins. Nella settimana 13 contro i New York Giants guadagnò 110 yard dalla linea di scrimmage e segnò un touchdown su ricezione nella sconfitta a sorpresa per 17–12. La sua annata si chiuse con 681 yard corse e 9 touchdown totali, perdendo quattro gare per infortunio.

#### Stagione 2021
Il 19 marzo 2021 Carson firmò con i Seahawks un rinnovo contrattuale biennale del valore di 14,6 milioni di dollari. In stagione disputò solamente quattro partite per un infortunio alla collo che alla fine lo portò al ritiro, annunciato il 26 luglio 2022.

## Palmarès
- Giocatore offensivo della NFC del mese: 1

dicembre 2018